# Linden Hotel
Le  Linden Hotel appelé aussi 'Han Hsien International Hotel' est un gratte-ciel de 160 mètres de hauteur construit en 1994 à Kaohsiung dans l'ile de Taïwan. Il abrite un hôtel.
Il a été conçu par l'agence d'architecture Kris Yao Artech .
En 2024 c'est l'un des dix plus haut gratte-ciel de Kaohsiung .